# Skigarden
Skigarden (norwegisch für Geländer) ist ein Gebirgskamm mit mehreren markanten Berggipfeln im ostantarktischen Königin-Maud-Land. Er ragt 3 km nordöstlich des Grytøyrfjellet im Gablenz-Rücken des Mühlig-Hofmann-Gebirges auf.
Norwegische Kartografen verliehen ihm einen deskriptiven Namen und kartierten ihn anhand von Vermessungen und Luftaufnahmen der Dritten Norwegischen Antarktisexpedition (1956–1960).